# Symmorphus sublaevis
Symmorphus sublaevis är en stekelart som först beskrevs av Kostylev 1940.  Symmorphus sublaevis ingår i släktet vedgetingar, och familjen Eumenidae. Inga underarter finns listade i Catalogue of Life.